# Sulcus hippocampi
De sulcus hippocampi is een hersengroeve van de grote hersenen, die ligt tussen de hippocampus en de gyrus parahippocampalis.